# Couptrain

Couptrain este o comună în departamentul Mayenne, Franța. În 2009 avea o populație de 168 de locuitori.